# Трейл-орієнтування

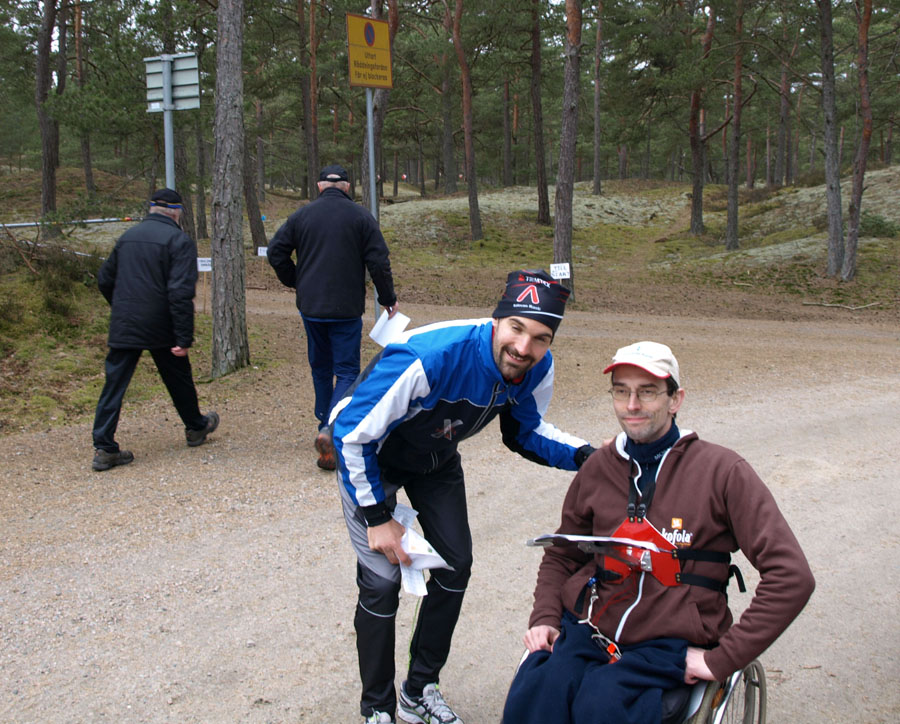
Змагання з трейл-орієнтування.

Трейл-орієнтування (англ. Trail orienteering) — вид спортивного орієнтування, для якого головною метою є знайти правильні контрольні пункти (КП), час у цьому виді не є головним. Є однією з чотирьох дисциплін зі спортивного орієнтування, затверджених Міжнародною федерацією спортивного орієнтування (IOF).
На трейл змаганнях зі спортивного орієнтування, учаснику на старті дається карта, за якою він має правильно знайти контрольний пункт. Трейл-орієнтування було розроблено, щоб запропонувати кожному, включно з людьми з обмеженою мобільністю, можливість взяти участь у значущих змаганнях зі спортивного орієнтування. Оскільки контрольні точки визначаються на відстані, а учасникам заборонено залишати траси, учасники з фізичними вадами та без них змагаються на рівних умовах.